# 蔡令怡
蔡令怡（1952年11月6日—），原名蔡櫻桃，婚後改名為蔡令怡。中國國民黨籍，生於台灣宜蘭縣壯圍鄉漁村，為前任中華民國副總統、行政院院長、中國國民黨主席吳敦義的妻子。

## 家庭
蔡令怡（原名為蔡櫻桃）有兩個妹妹，二妹蔡櫻嬌（後改名郝英嬌）為同母異父的妹妹，小妹蔡櫻蘭。19歲時與吳敦義相親，當時對吳敦義最初的印象是「他很土，很瘦的外貌，有點像林肯」。約會幾次後，吳敦義覺得蔡令怡老實又乖巧，將來必是勤儉持家、能孝順父母的好媳婦，兩人於1970年結婚。婚後生下四子，長子子廉、長女子安，次子子文，小兒子吳子鈞在吳敦義擔任南投縣縣長任內出生，與老大相差17歲，當時縣民還誤以為吳縣長升格當了祖父。蔡令怡曾爆料當初吳敦義想生6個小孩，後來因為工作忙碌才踩了「煞車」。子廉、子安、子文從大學畢業，先後赴美求學取得碩士學位。除小兒子外，其它兒女均已成家。吳敦義平常以蔡令怡的小名桃子相稱，接受媒體採訪也直接說「桃子」如何。

## 生活
婚後吳敦義要蔡令怡在家多看一些書，為了吳敦義還苦學英文。最自傲的拿手菜是牛肉面，吃過的都讚不絕口。吳敦義擔任高雄市市長時，蔡令怡便常在官邸親自下廚宴請地方人士。除了牛肉麵之外，還有好幾道吳敦義鍾愛的家常菜，包括：菜脯蛋、炒空心菜、麻油雞、陽春麵、餃子。

## 政治輔佐角色
蔡令怡熱衷於與基層民眾相處，注意維繫人脈，勤跑紅白帖，彌補了吳敦義的不足，是吳敦義的最佳副手。
給外界印象是不同於傳統中國國民黨夫人低調、不問政事的作風，敢於表達看法，氣勢不輸夫婿，被名嘴黃光芹評為「比名嘴還名嘴」。吳敦義曾說，在他眼中老婆是政治上的鷹派、主戰派，很多時候都是他主和。

## 爭議
蔡令怡屢次被媒體提到愛算命，甚至在台中神壇算出吳敦義有皇帝命引發爭議，蔡令怡則出面駁斥皇帝命之事。吳敦義辯稱：「我們去算命有什麼罪啊？」
2011年替大統長基公司剪綵捧場。大統長基公司醬油廠開幕，馬英九的大姐馬以南、蔡令怡和交通部部長毛治國等都親自前往站台剪綵。2013年10月，大統長基爆發混充食用油的假油事件。對於立委暗喻蔡令怡是大統長基門神的質疑，吳敦義出面表示「胡說」。
2014年8月3日高雄氣爆發生後，蔡令怡陪同吳敦義勘災，被指身穿深藍無袖連身洋裝，腳踩細跟高跟鞋，被質疑勘災的服裝不適宜。稍後蔡令怡說腳下的鞋子是氣墊鞋。
2018年8月24日南臺灣因熱帶性低壓導致大量地區淹水，而蔡令怡於2018年8月28日出席國民黨婦女後援會時說『你們（民進黨）是真做還是假做（治水），老天都看到了，老天一天的雨水就打了他們（民進黨）的嘴巴，這實在是老天有眼』。